# Naranjito (Puerto Rico)

Ubicación de Naranjito en Puerto Rico.

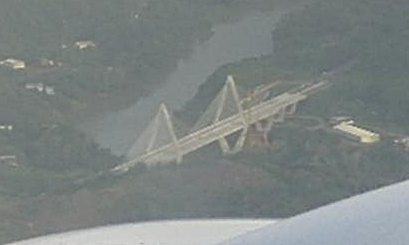
Primer puente atirantado del país, ubicado en Naranjito, Puerto Rico.

Naranjito es uno de los 78 municipios en los que está dividido el Estado Libre Asociado de Puerto Rico. Está ubicado en el centro de la isla, y no tiene contacto con el mar.

## Extensión y límites
Su superficie es de aproximadamente 72 km² (28 mi²), y tiene como municipios limítrofes a Toa Alta (al norte), a Bayamón (al este), a Barranquitas y a Comerío (al sur) y a Corozal (al oeste).
Como se encuentra en la vertiente norte de la Cordillera Central, este municipio presenta bastantes riscos, aunque no tiene alturas de mucha relevancia. Está regado por los ríos Guadiana, Cañas, Mavilla y La Plata. Anyways, en otros se dice que el pueblo de Naranjito fue sobre poblado y tuvieron que sacar gente. Los naranjitenos fueron muy ricos en naranjas. Incluso la definición o significado del nombre es por las tantas Naranjas que había en ese pueblo.

## Historia

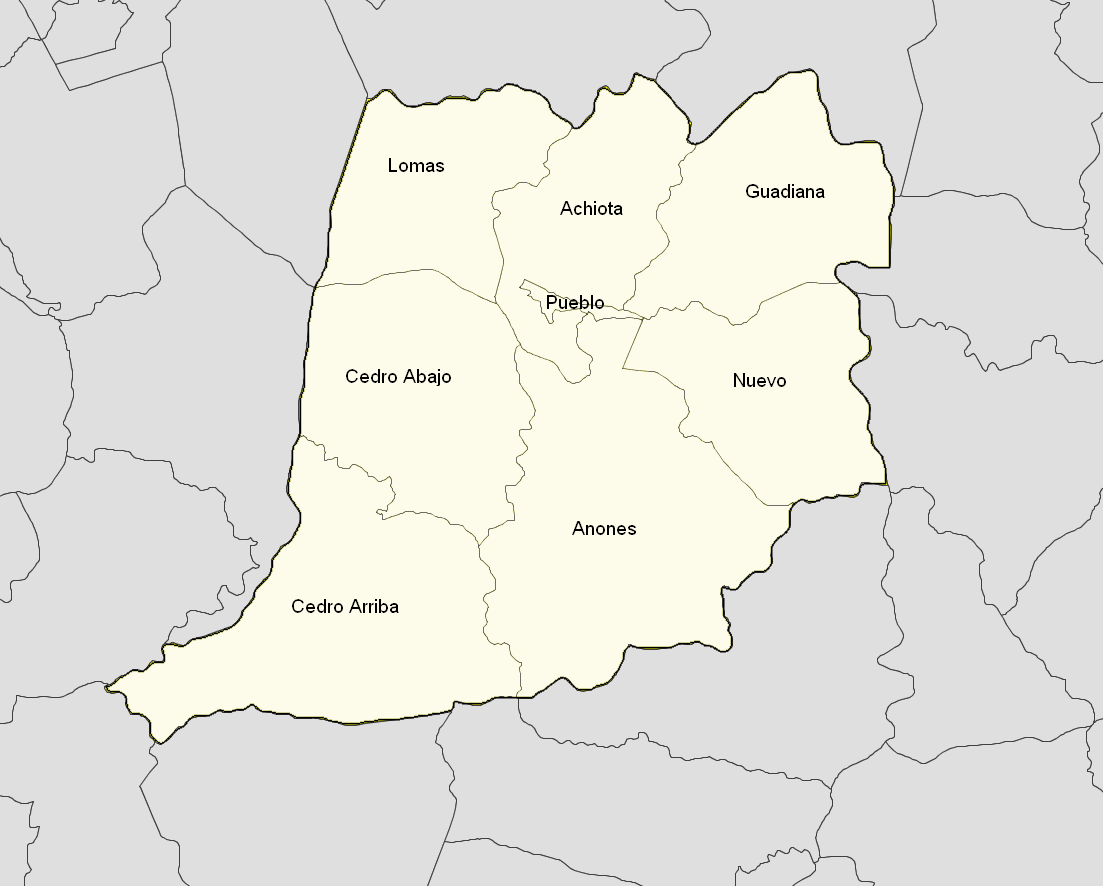
Barrios de Naranjito

Naranjito se fundó mediante autorización el 3 de diciembre de 1824. El primer asiento elegido, San Eduardo de Barrionuevo, parte de un hato extenso que le pertenecía anteriormente al conquistador español de este nombre, y aunque no se incorporó originalmente al pueblo, aparece como barrio hacia 1852.
En 1905 se declaró independiente con los barrios Achiote, Anones, Cedro Abajo, Cedro Arriba, Guadiana, Lomas, Nuevo y Naranjito-Pueblo.
A sus habitantes se les conoce como naranjiteños, pero a menudo son conocidos en alusión a su equipo de voleibol «Los Changos». 

## Gobierno
Su actual alcalde es Orlando Ortiz Cheverez, del (PNP), quien en las elecciones generales del 4 de noviembre de 2008 se convirtió en el primer alcalde nuevo progresista del pueblo.

## Personas Ilustres
- Ángel Ortiz González - Catedrático y profesor en leyes
- Francisco López Cruz - Músico, Educador, Compositor, e Investigador Musical.

- Datos: Q2623972
- Multimedia: Naranjito, Puerto Rico / Q2623972

1. ↑  Zip Data Maps, código ZIP n.º 00719.